# Muscicola
Muscicola is een geslacht van hooiwagens uit de familie Triaenonychidae.
De wetenschappelijke naam Muscicola is voor het eerst geldig gepubliceerd door Forster in 1954. 

## Soorten
Muscicola is monotypisch en omvat slechts de volgende soort:
- Muscicola picta